# Proceroecia vitjazi
Proceroecia vitjazi är en kräftdjursart som först beskrevs av Rudjakov 1962.  Proceroecia vitjazi ingår i släktet Proceroecia och familjen Halocyprididae. Inga underarter finns listade i Catalogue of Life.